# San Bruno (Baja California Sur)
San Bruno ist ein Ort auf der Halbinsel Niederkalifornien (spanisch Baja California) am Golf von Kalifornien. Er liegt im mexikanischen Bundesstaat Baja California Sur, etwa 20 km nördlich der Stadt Mulegé.
Im Jahre 1683 gründeten hier Jesuiten die Misión San Bruno. Bereits 1685, nur zwei Jahre später, wurde sie wieder aufgegeben. Ursprünglich begann in der Nähe dieser Mission der Königsweg (spanisch El Camino Real).